# Cuenca Minera (Huelva)
Cuenca Minera Spanyolországban, Andalúzia Huelva tartományában található comarca. Cuenca Minera Sierra de Huelva comarcákkal határos. Lakosainak száma 15 019 fő (2024).

## Önkormányzatai
- Berrocal
- Campofrío
- El Campillo
- La Granada de Río-Tinto
- Minas de Ríotinto
- Nerva
- Zalamea la Real